# يوتورنت
يوتورنت (بالإنجليزية: μTorrent وتكتب أيضًا uTorrent)‏، برنامج لتبادل الملفات عن طريق بروتوكول تورنت. يوتورنت برنامج مجاني تمامًا ولكنه غير مفتوح المصدر يعمل على أنظمة مايكروسوفت ويندوز وجنو/لينكس تم تطويره بلغة سي++. تم تصميم واجهة البرنامج بالعديد من اللغات ومنها اللغة العربية، وأكثر ما يميز البرنامج هو أن متطلبات تشغيله ليست عالية على الإطلاق فيمكنه أنه يعمل بكفاءة على أجهزة ذات إمكانيات ضعيفة.

## مميزات البرنامج
- متطلبات تشغيله لا تزيد عن 14 ميجابايت من ذاكرة الرام ومعالج 486 ويمكنه العمل على ويندوز 95 القديم. [6]
- يحتوي على خاصية تشفير البيانات المنقولة.
- يحتوي على قارئ آر إس إس. [7]
- يعطي المستخدم القدرة على التحكم الكامل في سرعة تنزيل أو رفع الملفات.
- يمكن المستخدم من البحث عن ملفات التورنت من داخل البرنامج في عدة مواقع شهيرة.
- البرنامج متاح بـ66 لغة.[8]
- يعطي المستخدم القدرة على التحكم في واجهة البرنامج حتى توافق احتياجاته.
- البرنامج عبارة عن ملف تنفيذي واحد فقط مضغوط.
- البرنامج صغير الحجم جدًا على سبيل المثال الإصدار 1.7.7 حجمه 214 كيلوبايت.
- تعدد الأشخاص الذين يقومون بعملية المشاركة (غير محدود).
- كلما زاد عدد الأشخاص المتشاركين في التحميل زادت عملية التنزيل للملف، وكلما قل عدد المشتركين قلة كمية الرفع وبالتالي قلة سرعة التنزيل.
- عندما يقوم أحد المتشاركين بتحميل جزء أو نسبة معينة من الملف فإنه يتشارك بعملية رفعه إلى الآخرين.
- إمكانية استكمال التحميل بعد انقطاع الخط وعدم ضياع الأجزاء والملفات المنزلة.

## وصلات خارجية
- يوتورنت على موقع Google Play (الإنجليزية)
- الموقع الرسمي